# József Szanatórium megállóhely
A József Szanatórium megállóhely Békés vármegyében Sarkad településen található, a MÁV üzemeltetésében. A város déli határszélének közelében fekszik, nem messze onnan, ahol a vasút keresztezi a Fekete-Körös jobb parti árvízvédelmi töltését; nevét arról a már gyulai területen fekvő egészségügyi intézményről kapta, amelynek a kiszolgálására eredendően létesült.

## Vasútvonalak
A megállóhelyet az alábbi vasútvonalak érintik:
- Kötegyán–Püspökladány-vasútvonal

## Kapcsolódó állomások
A megállóhelyhez az alábbi állomások vannak a legközelebb:
- Gyulai városerdő megállóhely (Szeged–Kötegyán-vasútvonal)
- Sarkadi Cukorgyár megállóhely (Szeged–Kötegyán-vasútvonal)

## Forgalom
| Járat        | Útvonal | Gyakoriság        |
| ------------ | --- | ----------------- |
| személyvonat | Békéscsaba – Fényes – Bicere – Gyula (– Gyulai városerdő) – József Szanatórium – Sarkadi Cukorgyár – Sarkad – Kötegyán – Méhkerék – Sarkadkeresztúr – Okány – Vésztő                                               | Kb. 2 óránként    |
| személyvonat | Békéscsaba → Fényes → Bicere → Gyula (→ Gyulai városerdő) → József Szanatórium → Sarkadi Cukorgyár → Sarkad → Kötegyán → Méhkerék → Sarkadkeresztúr → Okány → Vésztő → Szeghalom → Körösladány → Dévaványa → Gyoma | Napi 2 Gyoma felé |
| személyvonat | Békéscsaba – Fényes – Bicere – Gyula – József Szanatórium – Sarkadi Cukorgyár – Sarkad – Kötegyán – Salonta (Nagyszalonta)                                                                                         | Napi 1 pár        |